# Chiesa di Santa Maria Assunta (Chiuduno)
La chiesa di Santa Maria Assunta è la parrocchiale di Chiuduno, in provincia e diocesi di Bergamo; fa parte del vicariato di Calepio-Telgate.

## Storia
La prima citazione di una chiesa a Chiuduno risale al 1260; a quel tempo detta chiesa era filiale della pieve di Telgate. Una seconda menzione si trova negli atti relativi al sinodo diocesano convocato dal vescovo di Bergamo Giovanni da Scanzo nel 1304. Ulteriori riferimenti alla chiesa chiudunese sono da ricercare nella nota ecclesiarum fatta redigere nel 1360 da Bernabò Visconti.
 Dalla relazione della visita pastorale del 1575 dell'arcivescovo di Milano Carlo Borromeo s'apprende che la parrocchia aveva un beneficio di 50 scudi d'oro.
Nel 1659 il vescovo Gregorio Barbarigo annotò che la chiesa di Chiuduno, in cui avevano sede le scuole del Santissimo Sacramento, del Rosario e della Dottrina Cristiana, era compresa nella vicaria di Telgate. Nell'elenco delle chiese della diocesi di Bergamo stipato nel 1666 dal cancelliere Marenzi si legge che i parrocchiani erano 1014. La prima pietra della nuova chiesa parrocchiale fu posta nel 1710; la costruzione dell'edificio, fortemente voluto dall'allora parroco don Venturino De Bonomis, venne ultimata nel 1732. La consacrazione fu impartita il 23 giugno del 1743 dal vescovo Antonio Redetti.
Grazie ai documenti relativi alla visita pastorale del vescovo Giovanni Paolo Dolfin del 1781 si conosce che la parrocchiale di Chiuduno aveva, come filiali, le chiese di San Micele Arcangelo, San Carlo, Beata Vergine di Loreto, San Rocco nella frazione Cicola, Beata Vergine in località Portici e Sant'Andrea Apostolo in località Brugali.
Cresciuta la popolazione, l'edificio dovette essere ingrandito tra il 1832 ed il 1838 mediante l'edificazione delle navate laterali. Nel 1867 venne realizzata la cappella laterale di San Giuseppe e tra il 1921 ed il 1926 la chiesa fu decorata da Fermo Taragni.
Il 28 giugno 1971 la parrocchia passò dalla soppressa vicaria di Telgate alla neo-costituita zona pastorale XII, per poi entrare a far parte il 27 maggio 1979 del vicariato di Calepio-Telgate.

## Descrizione

### Interno
La chiesa conserva la grande pala d'altare di Matthias Stomer raffigurante l'Assunzione della Vergine realizzata nel 1630-1633 unico esempio di caravaggismo sul territorio bergamasco.

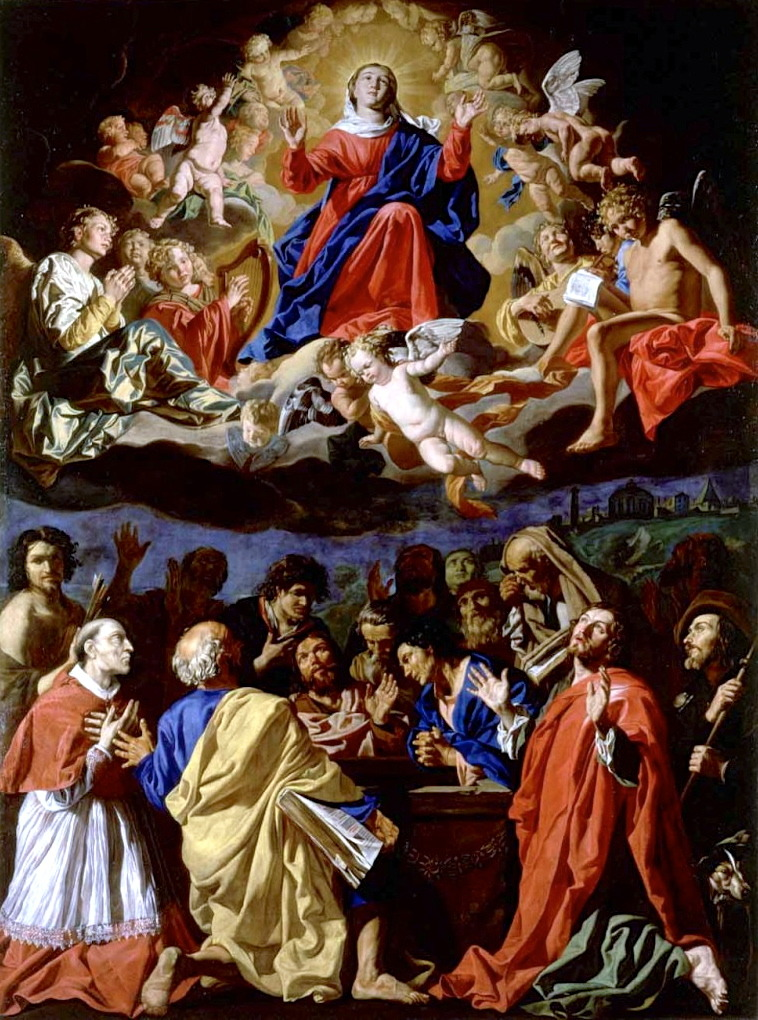
Assunzione della Vergine di Matthias Stomer

La navata sinistra ospita la tela di Carlo Ceresa del 1679  raffigurante il santo titolare: San Fermo.